# انجراف المفهوم
انجراف المفهوم في التحليلات التنبؤية وعلوم البيانات وتعلم الألة والمجالات ذات الصلة هو بمكانة تطور للبيانات يبطل نموذج البيانات . ويحدث ذلك عندما تتغير الخصائص الإحصائية للمتغير المستهدف، الذي يحاول النموذج التنبؤ به بمرور الوقت بطرق غير متوقعة. وهذا يسبب مشاكل لأن التنبؤات تصبح أقل دقة مع مرور الوقت. يعد اكتشاف الانجراف والتكيف مع الانجراف ذا أهمية قصوى في المجالات التي تتضمن البيانات ونماذج البيانات المتغيرة.